# アダムサイト
アダムサイト（adamsite）とは、有害な有機ヒ素の化合物の1種であり、化学兵器の1種でもある。CAS登録番号は578-94-9。

## 構造と物理化学的性質
アダムサイトは、ベンゼン環2つが窒素とヒ素とで架橋されたような構造をしており、その化学式はC12H9AsClNで、モル質量は277.583 (g/mol)である。常圧での融点は約195 ℃であり、常温常圧においてアダムサイトは黄色から茶色の固体である。この固体は、水には非常に溶解しにくいのに対し、分子構造が似ているベンゼンやキシレンに溶解しやすい他、有機溶媒の四塩化炭素にも溶解しやすい。
なお、分解点である410 ℃にまで加熱するとアダムサイトは熱分解を起こす。
アダムサイト自体も有害な物質であるものの、熱分解すると塩素やヒ素を含んだ新たな有毒物質が発生する。
この他、活性炭に吸着されにくいという性質も持っている。

## 生理作用
アダムサイトは化学兵器の中でも嘔吐剤、あるいはくしゃみ剤に分類され、特に呼吸器系への刺激が大きい。空気中から吸入するだけで生理作用を引き起こす。もし、最小刺激濃度である0.1 (mg/m3)を超える濃度のアダムサイトにヒトが曝露されると、くしゃみと咳、粘った鼻水、吐き気、嘔吐、激しい頭痛、目への刺激などを生じ、さらに悪化すると胸部の急性の痛みと圧迫感、全身の悪寒などの症状を生ずる。
- 毒性
  - LCt50 - 11000 (分・mg/3)から15000 (分・mg/3)
  - ICt50 - 22 (分・mg/3)から150 (分・mg/3)
  - 嘔吐発生 - 370 (分・mg/3)

アダムサイトは、無臭のエアロゾルとして散布され、曝露後、数分で上記症状が生じ、曝露が遷延しなければ1から2時間で回復する。曝露濃度が高濃度であった場合には、数時間にわたって症状が続くこともある。しかしながら、アダムサイトの曝露されたことによる後遺症は、通常は残らないとされている。

## 兵器としての用法
アダムサイトが初めて合成されたのは、ドイツであったとされている。その後、1918年になってアメリカ合衆国で兵器として実用化された。アダムサイトに曝露されたヒトは一時的に激しく苦しむ一方で、曝露されても基本的にヒトには後遺症が残らないことから、無力化ガスとして使用された。アダムサイトにはガスマスクの吸収缶の主要な構成材として使用された活性炭に吸着されにくいという特性があるため、活性炭を吸収缶としているガスマスクは無効にできる。このため、他の毒ガスとアダムサイトとを混合して使用するという戦法が研究されたこともある。しかしながら、現代においてアダムサイトは時代遅れの化学兵器となっており、あまり使用されていない。

## 慣用名の由来
この物質の慣用名に「アダムサイト」と付けられているのは、1918年にアメリカ合衆国のイリノイ大学のロジャー・アダムス博士によって実用化されたからである。彼の姓の「Adams」を冠して、アダムサイト（adamsite）と命名された。